# Bourbon Balls

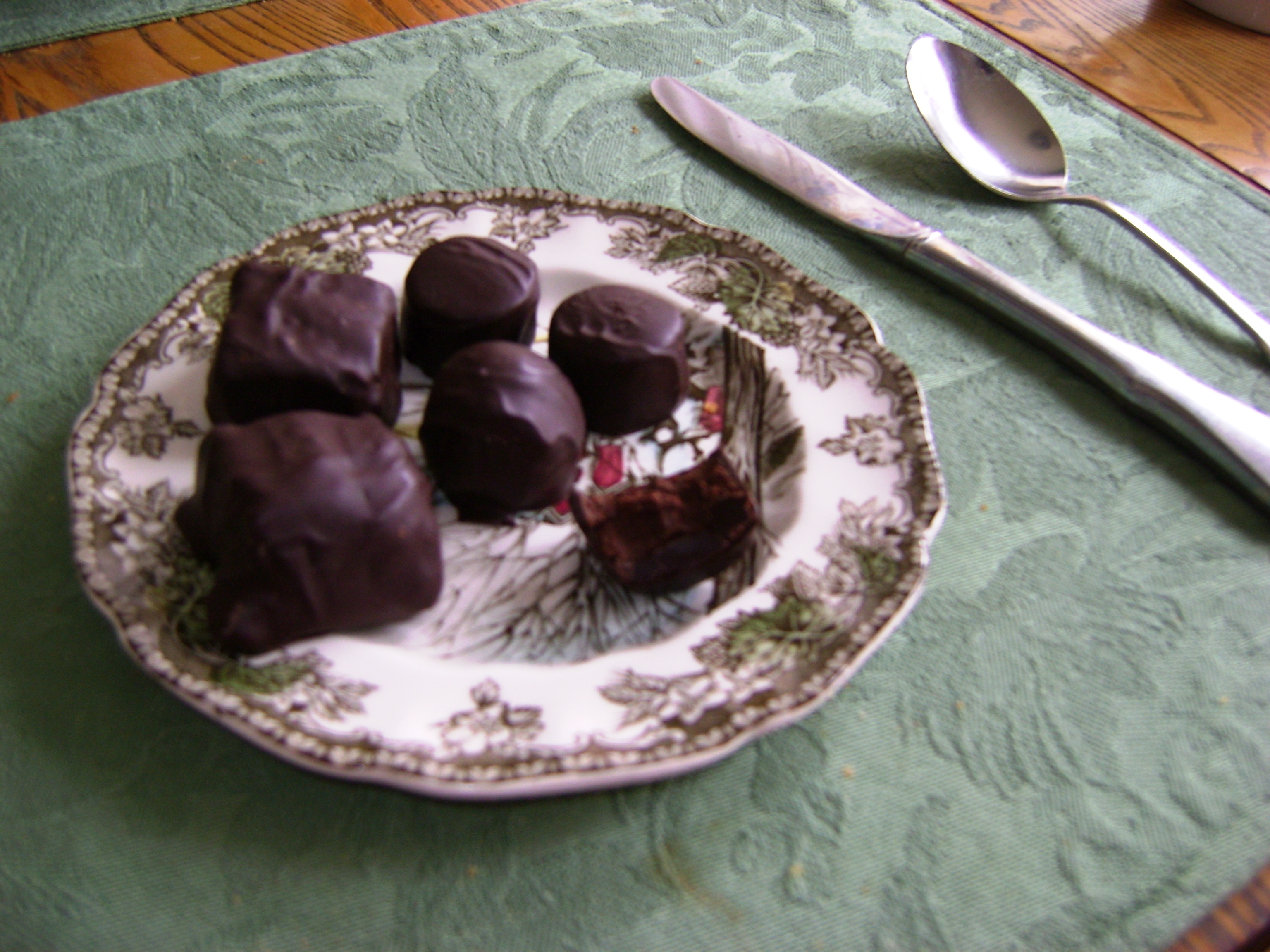
Bourbon Balls (Schokoladenvariante)

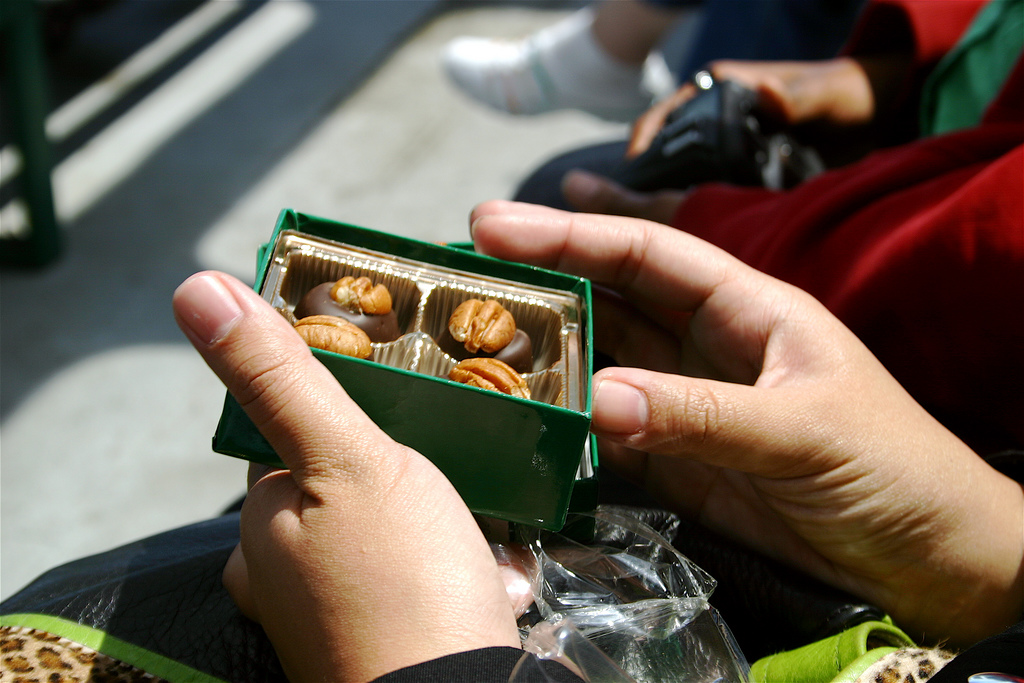
Bourbon Balls eines Whiskeyherstellers

Bourbon Balls sind eine Süßspeise der Südstaatenküche und insbesondere in Kentucky ein typisches Essen. Die Pralinen bestehen aus einer Grundmasse aus Bourbon Whiskey, Zucker und weiteren Zutaten, die entweder in Schokolade eingetaucht oder in Zucker gerollt werden. 
Bourbon Balls werden vor allem an Feiertagen gegessen, sind aber auch beim Kentucky Derby fester Bestandteil der Festivitäten am Rande der Strecke. Dadurch, dass die Bourbon Balls nicht gebacken werden, bleibt der Alkohol und sein Geschmack voll erhalten. Die Auswahl eines guten Bourbons stellt also einen wichtigen Teil der Vorbereitungen dar.
Die Schokoladenvariante enthält Butter, die Zuckervariante gemahlene Keksen oder Kuchen. Weitere häufige Zutaten sind gemahlene Pekannüsse, Honig, Kakao, Graham-Cracker und Vanille-Oblaten. Die Variante mit Schokolade wird hergestellt, indem die Zutaten zu einer homogenen Masse verrührt werden. Diese wird in kleine etwa teelöffelgroße Bällchen geformt und längere Zeit im Kühlschrank gekühlt. Danach wird die Masse in geschmolzene Schokolade getaucht und mit einer Pekannuss verziert.
In der Variante, die in Zucker gerollt wird, muss die Grundmasse nicht gekühlt werden, da sie keine Butter enthält. Hier wird oft mit Kakao, Honig, Crackern oder altbackenem Kuchen gearbeitet, die mit dem Bourbon und Zucker vermischt werden. Diese Zuckervariante ist die ältere und seit etwa 1800 in Kochbüchern nachweisbar. Die Variante mit Schokolade entstand erst zur Zeit des Zweiten Weltkriegs, ist heute aber deutlich populärer. Sie wurde von der Rebecca Ruth Candy Company verbreitet. Der Legende nach entstand sie 1936 bei der Zweihundertjahrfeier Kentuckys in Frankfort, als ein wichtiger Gast einem lokalen Bäcker vorschlug, doch die beiden besten Zutaten der Welt – Schokolade und Bourbon – miteinander zu kombinieren.